# ثاديوس بيتس
ثاديوس بيتس (بالإنجليزية: Thaddeus Betts)‏ هو سياسي أمريكي، ولد في 3 مايو 1724 في نوروولك في الولايات المتحدة، وتوفي بنفس المكان في 22 مارس 1807. انتخب عضو مجلس نواب كونيتيكت.